# Bombardier CRJ-900
CRJ-900 – odrzutowiec pasażerski, produkowany przez konsorcjum Bombardier z przeznaczeniem do obsługi połączeń regionalnych. 

## Historia
CRJ-900 stanowi przedłużoną wersję samolotu CRJ-700. Informacje o powstawaniu nowej maszyny pojawiły się w 1999 r., prototyp został oblatany 21 lutego 2001 r. W porównaniu z poprzednikiem CRJ 900 został wyposażony w mocniejsze silniki, przekonstruowano podwozie oraz kadłub tak aby usprawnić operowanie samolotu na lotnisku oraz jego załadunek i rozładunek. Posiada wydzieloną klasę biznes, zmienną liczbę siedzeń dla pasażerów, dwie toalety. Samolot spełnia również wymagania Common Crew Qualification (Wymagania dotyczące Wspólnych Załóg), umożliwiające latanie tych samych pilotów na serii 200, 700 i 705. Konstrukcja samolotu ulegała ewolucji, opracowano wersje CRJ-900 ER oraz CRJ-900 LR charakteryzujące się zwiększonym zasięgiem. Produkcję samolotu zakończono 28 lutego 2021 r. po wyprodukowaniu 491 egzemplarzy.

## Wypadki i incydenty
1 maja 2018 roku CRJ900LR o rejestracji N606LR, z 60 osobami na pokładzie, zderzył się na ziemi z Boeingiem 767-300ER na międzynarodowym lotnisku im. Johna F. Kennedy'ego. Boeing 767 został nieznacznie uszkodzony, natomiast CRJ900 doznał poważniejszych uszkodzień. Oba samoloty przywrócono do eksploatacji.
10 września 2024 roku CRJ900 z 59 osobami na pokładzie, startując z międzynarodowego lotniska Hartsfield-Jackson w Atlancie, zderzył się na ziemi z kołującym Airbusem A350-900 linii Delta Air Lines. A350 odciął statecznik pionowy CRJ900, znacznie uszkadzając samolot.
17 lutego 2025 roku CRJ900 linii Delta Air Lines z 80 osobami na pokładzie, podczas lądowania na ośnieżonym lotnisku Toronto Pearson, przewrócił się i dachował na pasie startowym, tracąc oba skrzydła. 18 pasażerów odniosło obrażenia, nie było ofiar śmiertelnych.